# Gimnazjum św. Marii Magdaleny we Wrocławiu
Gimnazjum św. Marii Magdaleny we Wrocławiu – pierwsza szkoła miejska we Wrocławiu, która działała od roku 1267 do 1945, miała status gimnazjum; od 1543 roku szkoła protestancka.

## Historia szkoły
Gimnazjum św. Marii Magdaleny było najstarszą miejską szkołą we Wrocławiu. Pierwsze wzmianki na jej temat pochodzą z 1267 roku. Szkołę miał założyć legat papieski Giudo na prośbę obywateli Wrocławia. Według zachowanych źródeł legat w swoim przemówieniu inauguracyjnym tak zwracał się do obywateli Wrocławia, motywując swoją decyzję: 

Wasi chłopcy jeszcze bardzo mali, uczęszczający do szkół poza murami miasta – z powodu oddalenia, trudnych przejść, jakimi są prowadzące przez rzeki ciasne i słabe mosty, oraz z powodu dużej liczby ludzi, wozów i koni stale przechodzących przez te mosty i drogą – narażeni są na wiele niewygód i przeszkód, a także na osobiste niebezpieczeństwo.

 Budynek szkolny pierwotnie znajdował się na działce znajdującej się na północ od kościoła Marii Magdaleny, u zbiegu dzisiejszych ulic Wita Stwosza (Albrechtsgasse) i Łaciarskiej.
Według Marii Zwierz szkoła przy parafii Marii Magdaleny, jak i później powstała szkoła św. Elżbiety stanowiły konkurencję dla wrocławskiej szkoły katedralnej i z tego powodu miały pierwotnie status nauczania na poziomie trivium. Powstanie obu szkół było wielkim sukcesem rady miasta i umożliwiało świeckim uczniom pobieranie nauk praktycznych, głównie w zakresie rachunków, elementów wiedzy przyrodniczej oraz nauki języka obcego. Przedmioty te lepiej przysposabiały do zawodów mieszczańskich, głównie kupieckich i rzemieślniczych. Uczniowie, którzy kończyli naukę i chcieli ją kontynuować, byli kierowani na nauczanie w zakresie quadrivium do szkoły katedralnej. Do czasu reformacji, spośród czternastu rektorów aż jedenastu legitymowało się ukończeniem studiów uniwersyteckich z tytułem magistra, a jeden z tytułem bakałarza. Dzięki ich doświadczeniu szkoła już od połowy XIV wieku realizowała program quadrivium.

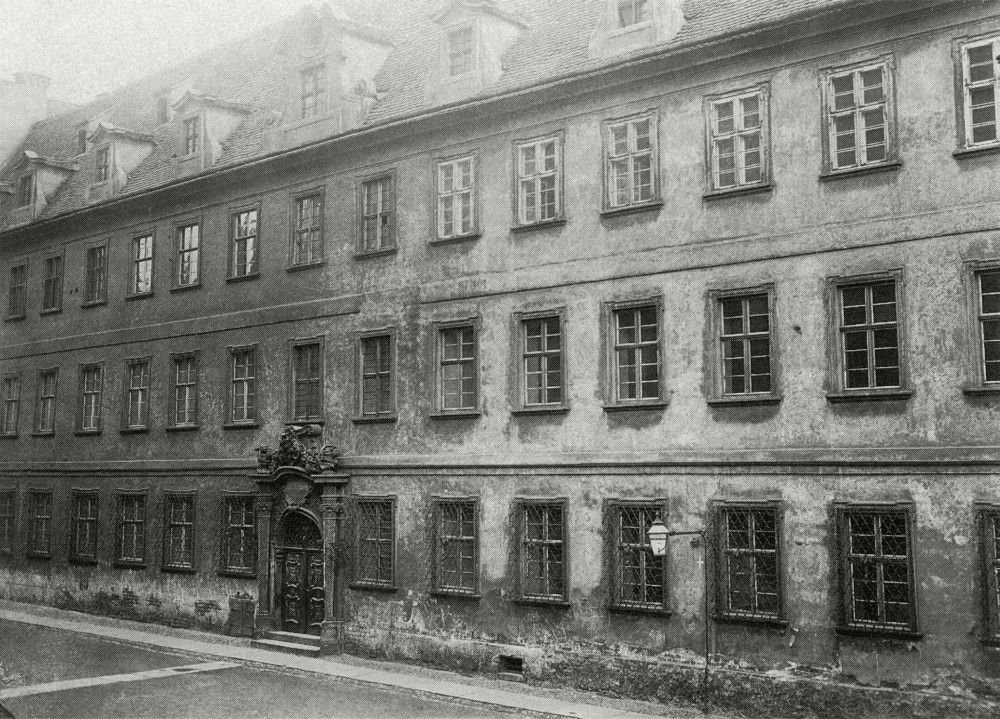
Pierwszy budynek gimnazjum projektu Christopha Hacknera, wyburzony w 1867 roku

W 1523 roku urząd pastorski w kościele pw. św. Marii Magdaleny przejął Jan Hess, który zainicjował protestanckie nabożeństwa, a szkoła należąca do tej parafii stała się placówką protestancką. W 1610 roku wprowadzono do systemu nową organizację nauczania, na wzór tej wprowadzonej przez Petrusa Kirsteniusa w gimnazjum elżbietańskim, tj. sześciostopniowy system klas od najniższej 6 (secsta), do której przyjmowano chłopców w wieku 9 lat, do najwyższej, pierwszej (prima).
W 1643 roku, za sprawą ówczesnego dyrektora Heinricha Closiusa, podniesiono rangę szkoły do poziomu gimnazjum; od tego roku konkurowała ona z drugą tego typu uczelnią, gimnazjum św. Elżbiety, głównie „w popisach krasomówczych i inscenizacjach teatralnych”. Po reformach w systemie nauczania w 1528 roku, a głównie po zmianie rangi szkoły w 1643 roku, zatrudnionych w niej było na stałe trzech profesorów (przy czym dwóch z nich piastowało urzędy rektora i prorektora) oraz ośmiu nauczycieli. Dodatkowo dwóch nauczycieli gimnazjum elżbietańskiego prowadziło lekcje w gimnazjum magdaleńskim. Po przekształceniu gimnazjum na szkołę realną zwiększono liczbę nauczycieli. Pracowało w niej dodatkowo dwóch nauczycieli rysunku. Po powstaniu szkoły żeńskiej pięciu nauczycieli ze szkoły męskiej udzielało lekcji dla dziewcząt; w szkole żeńskiej dodatkowo zatrudniona była guwernantka.
Szkoła swoją wysoką pozycję uzyskała dzięki bogatym tradycjom oraz śmiałym reformom programowo-metodycznym. Jeszcze przed otrzymaniem statusu gimnazjum była otwarta na potrzeby wszystkich środowisk społeczno-zawodowych. W szkole, prócz przedmiotów klasycznych, nauczano przedmiotów przyrodniczych, matematyki, prawa, historii, geografii i języków nowożytnych, w tym języka polskiego, który był nauczany do końca średniowiecza i we wczesnym okresie nowożytnym. Na początku XVI wieku szkoła miała już wysoką, ugruntowaną pozycję oświatową, a jej rektorzy od lat 30. XVI wieku zasiadali w komisjach egzaminacyjnych dla kleryków szkoły katedralnej.
W 1710 roku wzniesiono nowy gmach szkolny, tym razem po przeciwnej stronie placu, na działce przylegającej do ulicy An der Magdalenenkirche (obecnie św. Marii Magdaleny) 1–3 i Schuhbrüke (obecnie ul. Szewska); od strony wschodniej budynek przylegał do ówczesnego domu parafialnego kościoła św. Marii Magdaleny. W 1863 roku zapadła kolejna decyzja o rozebraniu starego budynku i wzniesieniu na jego miejscu nowego gmachu szkolnego; otwarcie nowej siedziby i przekazanie obiektu nastąpiło 12 października 1869 roku. W 1766 roku status szkoły z powodu spadku poziomu nauczania został obniżony do gimnazjum realnego (na wzór szkół berlińskich). Ponowne otwarcie placówki po reorganizacji odbyło się 24 kwietnia 1766 roku. Zmiany w systemie nauczania nie przyjęły się w szkole i spowodowały wiele nieporozumień wśród kadry nauczycielskiej. W 1810 roku przywrócono szkole status gimnazjum klasycznego.
W 1866 roku do gimnazjum uczęszczało rekordowo wielu uczniów – 1063, gdy w równoległym gimnazjum św. Elżbiety było ich tylko 764. Ta popularność zmusiła władze szkoły do wybudowania 3 lata później nowego gmachu szkolnego.

## Gimnazjum żeńskie
1 czerwca 1767 roku za sprawą ministra do spraw Śląska, Ernsta Wilhelma von Schlabrendorffa, została otwarta pierwsza publiczna szkoła żeńska funkcjonująca przy gimnazjum św. Marii Magdaleny. Szkoła była przeznaczona dla dziewcząt pochodzących z wyższej i średniej klasy społecznej. Miała tylko dwie klasy i mogły do niej uczęszczać zarówno dziewczęta z rodzin ewangelickich, jak i ewangelicko-reformowanych. Pieczę nad gimnazjum żeńskim sprawował trzeci w randze wykładowca z gimnazjum męskiego: przykładowo od 1767 roku był to Hermann Daniel Hermes, od 1772 roku Johann Timotheus Hermes. Do szkoły początkowo mogli uczęszczać również mali chłopcy. W 1834 roku szkoła stała się niezależną placówką oświatową i funkcjonowała jako Szkoła Augusta.

## Gimnazjum w latach 1929–1945

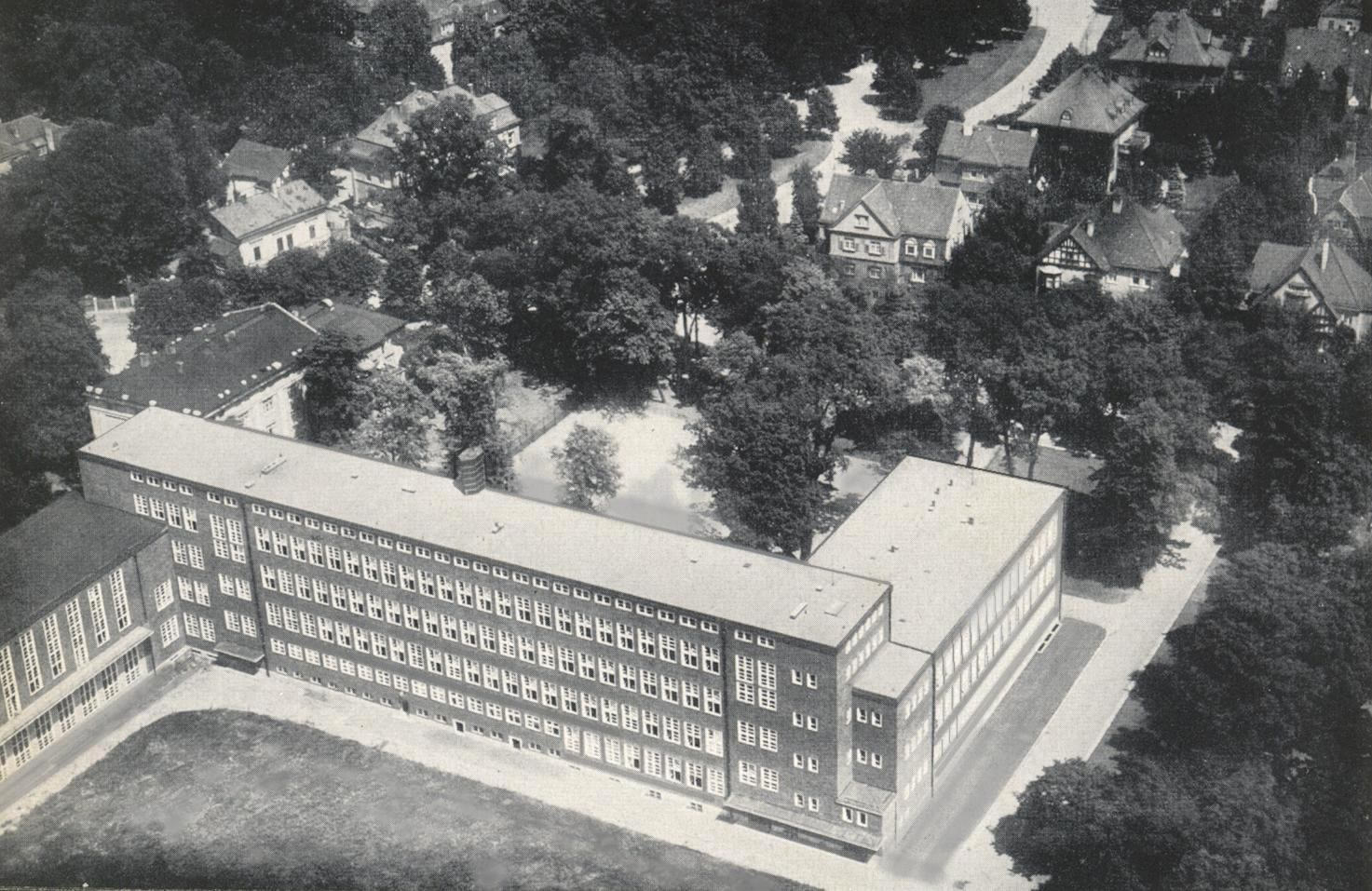
Nowy budynek szkoły wzniesionej w 1929 roku (zdjęcie z tego samego okresu)

W 1929 roku Gimnazjum św. Marii Magdaleny dla chłopców przeniosło się do nowo wybudowanego gmachu przy ulicy Parkowej. Szkoła, zanim objął ją program edukacyjny narodowo-socjalistyczny, uznawana była za postępową i kosmopolityczną. Nastawiona była na nauki humanistyczne, ale również i na rozwój fizyczny. Posiadała cztery sale gimnastyczne, bieżnię oraz basen do nauki wioślarstwa. Pierwszym dyrektorem gimnazjum w nowych murach był Konrad Linder (rektor gimnazjum od 1926 roku). Absolwentami szkoły byli późniejsi wybitni przedstawiciele biznesu, administracji i nauki. W 1945 roku gimnazjum zostało zamknięte.

## Moderatorzy (do 1644 roku) i rektorzy gimnazjum
- Henryk z Schurgest – w 1368 roku musiał złożyć przysięgę lojalności scholastykowi katedralnemu Szymonowi z Legnicy[7];
- Mikołaj Tronicz – absolwent Uniwersytetu w Lipsku i jego rektor w latach 1449-1450;
- Grzegorz Langsfeld (Aricola) – rektor w latach 1486-1490, od 1513 oficjał i wikariusz generalnego biskupstwa wrocławskiego.

Po zmianach na szkołę protestancką:
- Ambrosius Moibanus – rektor w latach 1520-1521 i pierwszy proboszcz protestancki kościoła św. Marii Magdaleny[4][18];
- Johanes Hess – rektor od 1521 roku[19][12];
- Martin Helwig – rektor w latach 1561-1574[19];
- Nicolaus Steinberger – rektor w latach 1574-1578[20];
- Kaspar Pridmann – rektor w latach 1578-1598[21];
- Johannes von Höckelshofen – rektor w latach 1598-1616[22];
- Michael Poll – rektor w latach 1618-1621[23];
- Jeremias Tschonder – rektor w latach 1621-1637[24];
- Henrich Klose (Heinrich Closius) – rektor w latach 1636 lub 1637-1651 (doprowadził do podniesienia szkoły do statusu gimnazjum)[25][19][4];
- Valentin Kleinwächter – rektor w latach 1651-1661[26];
- Johann Fechner – rektor w latach 1661-1686[27][12];
- Christian Gryphius (ur.1649, zm. 1705) rektor w latach 1686-1706[28][29];
- Gottfried Kupfender – rektor w latach 1706-1717[30];
- Christian Stieff – rektor w latach 1717-1734[31];
- Gottlieb Wilhelm Keller – rektor w latach 1734-1751[32][9];
- Christian Weinisch – rektor w latach 1751-1755[33];
- Johann Kaspar Arlt (Arletius) – rektor w latach 1755-1761[34];
- Ernst Ludwig Böhm – rektor w latach 1761-1762[35];
- Johann Chistian Leuschner – rektor w latach 1762-1790[36][9];
- Johann Caspar Fredrich Manso – rektor w latach 1790-1826[37][38][9] i reformator szkolny;
- Friedrich Wilhelm Kluge – rektor w latach 1826-1833[39];
- Karl Schönborn – dyrektor w latach 1834-1869[40];
- Otto Heine – dyrektor w latach 1870-1883[41];
- Adolf Moller – dyrektor w latach 1884-1911[42][43];
- Max Consbruch – dyrektor od 1911[44];
- Friedrich Staats - dyrektor od 1919 do 1926[45];
- Konrad Linder – dyrektor od 1926 do 1945[46].